# 버금달꼴
버금달꼴은 비트맵 글꼴 중 하나로, 김중태 IT문화원 원장이 제작하여 배포한 산세리프형 한글 글꼴이다. (다만 ㄷ, ㄸ, ㅌ의 첫 획은 세리프형이다.) 미려하고 가독성이 높은 것이 특징이며, 획의 굵기는 가는달꼴과 굵은달꼴의 중간 굵기이다. 버금달꼴이라는 이름은 월인석보의 자형을 본딴 데에서 유래하였다.

## 비슷한 글꼴
- 가는달꼴
- 굵은달꼴